# Time's Forgotten
タイムズ・フォーガトン（Time's Forgotten）は、コスタリカのプログレッシブ・ロック/メタル・バンド。

## 解説
2004年にキーボーディスト、Juan Pablo Calvoのもとで結成されたのが始まり。その後、正式なバンドとして2012年までに3枚のスタジオ・アルバムを発表している。
『A Relative Moment of Peace』(2006年)、『Dandelion』(2009年)、そしてCalvoとリード・ギタリストのAri Lotringerが共同作曲した『The Book of Lost Words』(2012年)である。
この間、彼らは国内の最も重要な劇場で演奏し、500人から1000人の観客を集めた。これは、非常に小さな国のバンドとしてはかなりの快挙である。アングラやアヴァンタジアのオープニングを務め、2007年にはバハ・プログに出演し、高い評価を受けた。
また、彼らはACAM賞のプログレッシブ・レコード・オブ・ザ・イヤーを2度受賞し、Juan Pabloはベスト・オーディオ・エンジニア・エン2018を受賞している。コスタリカの最も重要な新聞紙の表紙を2度飾るなど、この数年間、彼らの作品には国内外から素晴らしい評価が寄せられてきた。2015年、燃え尽きたため、彼らは活動休止を決めた。2019年にバンドの新しい章を始めるべくカムバックし、今度はボーカリストを男性から女性に変更。前ボーカルのFrancisco Longhiから、より多彩なボーカルをもたらす新人のPriscilla Ruizに代わった。
4枚目のアルバムは『Shelter』と名付けられ、2022年にアメリカのレーベル、メロディック・レヴォリューション・レコードからリリースされ、ライブ・ツアーやマルチメディアでの再演が予定されている。
2023年9月12日にアルバム『Shelter』が、ACAM賞の最優秀プログレッシブ・ロック・アルバム賞を受賞した。

## メンバー
現メンバー
- Juan Pablo Calvo - キーボード、ギター
- Ari Lotringer - ギター
- Priscilla Ruiz - ボーカル
- Gonzalo De Trejo - ベース
- Jorge Sobrado - ドラム

## ディスコグラフィ

### スタジオ・アルバム
- A Relative Moment of Peace (2006年)
- Dandelion (2009年)
- The Book of Lost Words (2012年)
- Shelter (2022年、Melodic Revolution)